# Malý Minčol (Malá Fatra)
Malý Minčol (1 330,2 m n. m.) je vrchol v hlavním hřebeni Lúčanské Malé Fatry. Leží přibližně 5 km západně od Vrútek.

## Poloha
Nachází se v jižní polovině pohoří, v geomorfologickém podcelku Lúčanská Fatra a její části Lúčanské Veterné hole. Vrch leží v Žilinském kraji, na hranici okresů Žilina a Martin. Na vrcholu se setkávají hranice katastrálních území města Vrútky a obce Stráňavy. Nejbližšími vrcholy jsou jihozápadním směrem po hřebeni ležící Minčol (1364 m n. m.), severovýchodním směrem pokračuje hřeben na Úplaz (1 301 m n. m.). Severozápadně se nachází vrch Hoblík (934 m n. m.) a východním směrem leží Diľna (908 m n. m.). Na úpatí Minčolu se na žilinské straně nacházejí obce Stráňavy a Višňové se stejnojmennými, turisticky zajímavými dolinami.

## Popis
Vrch je součástí hlavního hřebene, který vede od vrchu Domašín (575 m n. m.) v Strečnianske soutěsce přes Malý Minčol na Veľkou lúku ( 1 476 m n. m.). Od dominantního Minčola ho odděluje sedlo Okopy 1 285 m n. m.), mělké sedlo na severovýchodě odděluje Úplaz (1 301 m n. m.). Právě s Úplazem tvoří Malý Minčol jeden masiv. Podobně jako sousední Minčol, i tento vrch působí mohutnějším dojmem ze západní, žilinské strany. Svahy pokrývá většinou smrkový, místy smíšený les, vrcholová část je bez porostu, čímž umožňuje kruhový výhled. Okolí vrcholu je porostlé plochami borůvky obecné. Severní svahy odvodňují přítoky Stráňavského potoka, jižní potok Javorina a východní část Kamenný potok.

### Výhledy

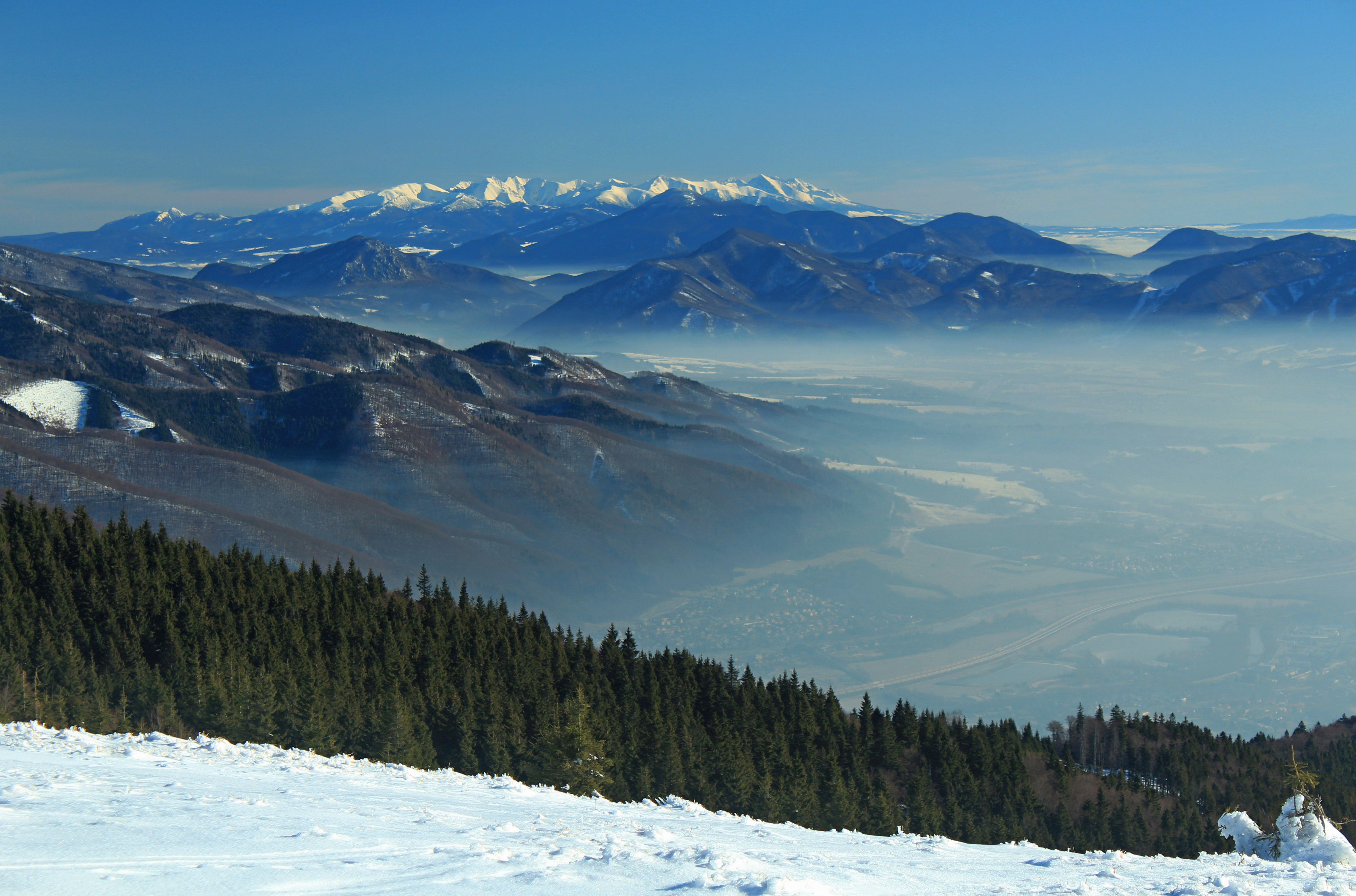
Výhled východním směrem

Z vrcholu je, podobně jako ze sousedního Minčolu, kruhový výhled na Žilinskou kotlinu, město Žilina, Turčianskou kotlinu, město Martin a na Malou a Velkou Fatru. Při příznivých podmínkách se projeví jeho výhodná poloha v ose horního toku řeky Váh a nižších pohoří na severu a západě. Na východ tak lze dohlédnout přes Liptov k štítům Západních, Vysokých a Nízkých Tater, velmi dobře je vidět Velký Choč a Kriváňskou Malou Fatru, Oravské i Kysucké Beskydy a západním směrem i Moravskoslezské Beskydy s Lysou horou.

## Přístup
- po  značené trase E3 :
  - z jihozápadu po hřebeni ze sousedního Minčola
  - ze severu po hřebeni ze sedla Javorina přes Úplaz
- po  značeném chodníku 2728 :
  - z obce Višňové přes Horní roveň a Minčol
  - z vrútecké lokality Piatrová přes sedlo Okopy [2]